# Louise Marie Adélaïde van Bourbon
Louise Marie Adélaïde van Bourbon (Parijs, 13 maart 1753 — Ivry-sur-Seine, 23 juni 1821) was de moeder van de laatste Franse koning, Lodewijk Filips I. Zij was de dochter en enige erfgenaam van de rijkste man van Frankrijk vóór de Franse Revolutie, Lodewijk Jan Maria van Bourbon, hertog van Penthièvre.
Haar moeder was Maria Theresia van Modena, een kleindochter van Filips van Orléans, de overgrootvader van haar man, Lodewijk Filips van Orléans ook bekend als Philippe Égalité.

## Jonge leven
Marie Adélaïde werd geboren in het Hôtel de Toulouse te Parijs, een residentie gebouwd in opdracht van haar grootvader Lodewijk Alexander van Bourbon, een onwettig kind van koning Lodewijk XIV van Frankrijk en diens beroemde maîtresse, Madame de Montespan.
Ze groeide op in de verschillende huizen en paleizen van haar vader en stond in haar jeugd bekend onder verschillende titels. Als klein kind stond ze bekend als Mademoiselle d’Ivoy. Als jonge volwassene en vlak voor haar huwelijk stond Marie Adélaïde bekend als Mademoiselle de Penthièvre. Na haar huwelijk met de hertog van Chartres, kreeg zij de titel hertogin van Chartres.
Toen haar schoonvader stierf op 18 november 1785 werd haar man het hoofd van de hertogelijke familie van Orléans en kreeg hij de titel Eerste Prins van den bloede, een titel die werd gegeven aan de persoon met de hoogste positie na de koninklijke familie (Frans: Premier Prince du Sang, Engels: First Prince of the Blood).

### Broers en zusters
1. Lodewijk Marie van Bourbon (geboren en gestorven in 1746)
2. Lodewijk Alexander (1747-1768), prins van Lamballe
3. Jan Marie van Bourbon (1748-1755), hertog van Chateauvillain
4. Vincent Marie Lodewijk (1750-1752), graaf van Guingamp
5. Marie Louise van Bourbon (1751-1753)
6. Lodewijk Marie (geboren en gestorven in 1754)

Marie Adélaïde en haar broer Lodewijk Alexander waren de enige twee kinderen uit het huwelijk van hun ouders die hun jeugd overleefden.

## Huwelijk en kinderen

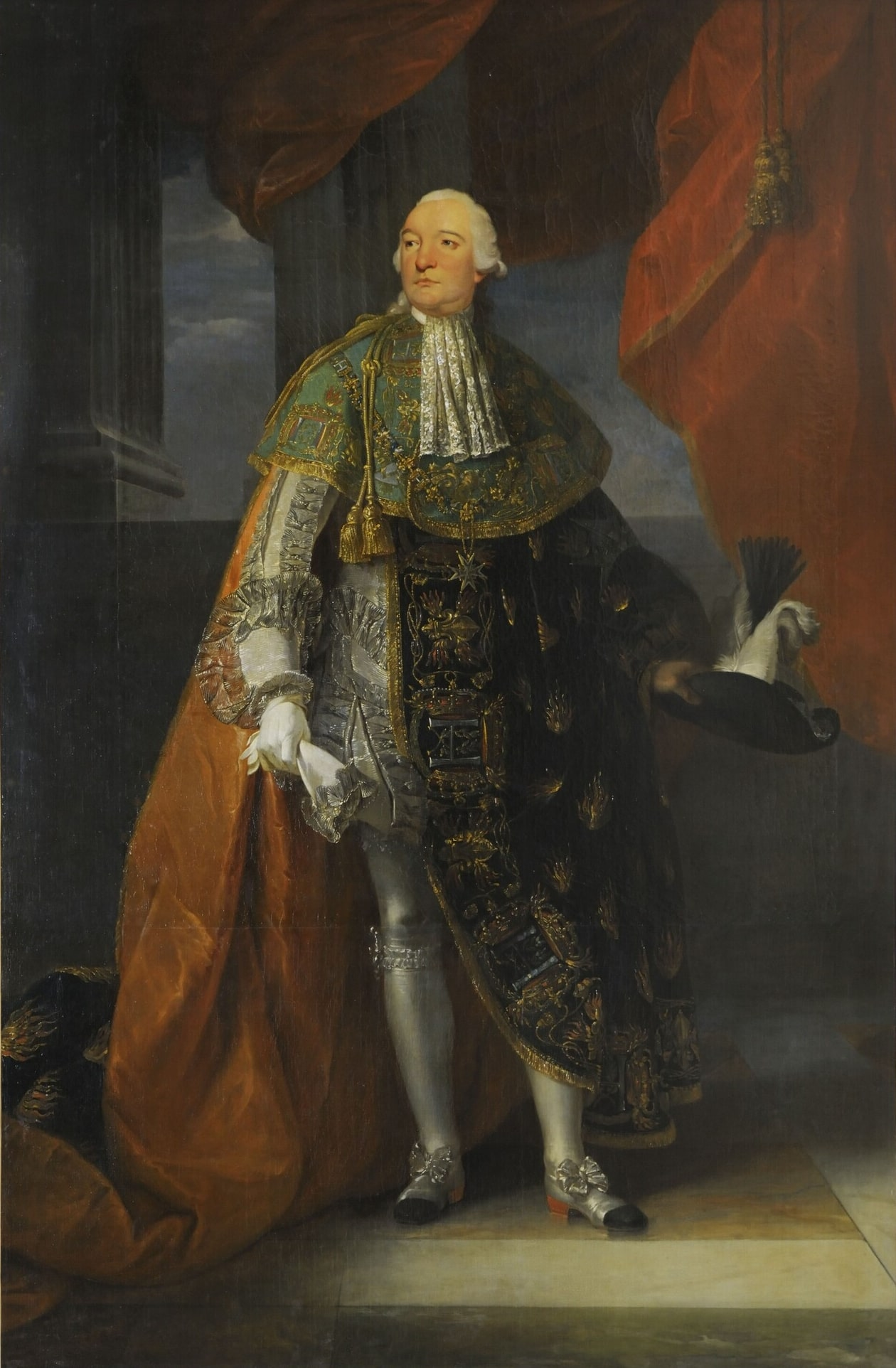
Lodewijk-Filips II van Orléans

Marie Adélaïde trad in het huwelijk met Lodewijk Filips, de latere hertog van Orléans. De trouwdag vond plaats in het kasteel van Versailles, op 5 april 1769. Het paar kreeg zes kinderen; vier daarvan bereikten een volwassen leeftijd:
1. Doodgeboren dochter (10 oktober 1771)
2. Lodewijk Filips (6 oktober 1773 - 26 augustus 1850), trad in het huwelijk met prinses Marie Amélie van Bourbon-Sicilië en was koning der Fransen van 1830 tot zijn aftreden in 1848.
3. Anton Filips (3 juli 1775 - 18 mei 1807), hertog van Montpensier, hij bleef ongehuwd maar had wel een zoon.
4. Louise Marie Adélaïde Eugénie (25 augustus 1777 - 31 december 1847), zij was bekend onder de naam Mademoiselle d'Orléans. Eugénie bleef ongehuwd.
5. Tweelingzusje van Eugénie (1777-1782)
6. Lodewijk Karel Alfons Léodegar (7 oktober 1779 - 30 mei 1808), Lodewijk Karel was zeer verslaafd aan drank en tijdens een reis naar koning Ferdinand I der Beide Siciliën stierf hij.

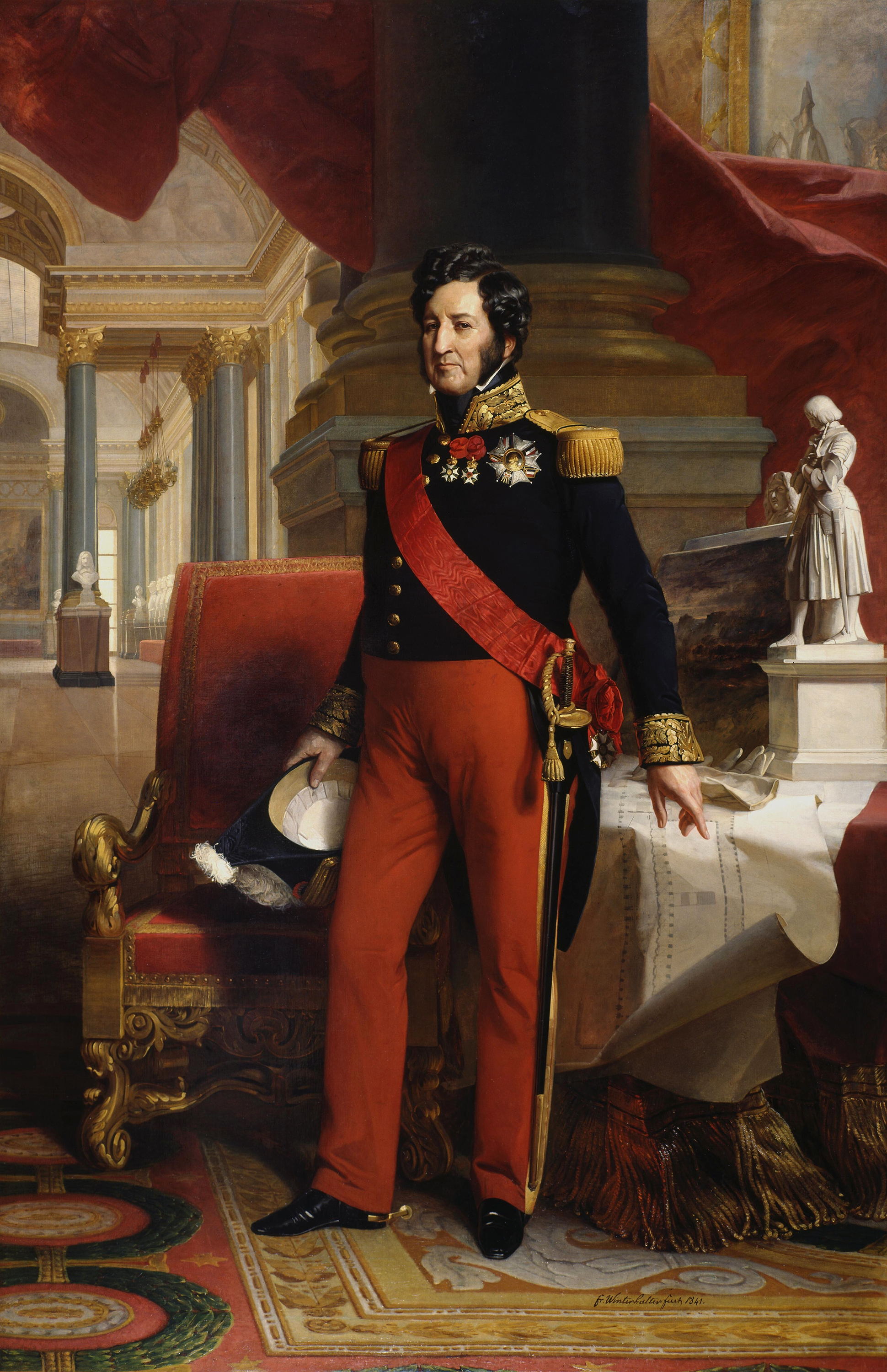
Lodewijk Filips I van Frankrijk.
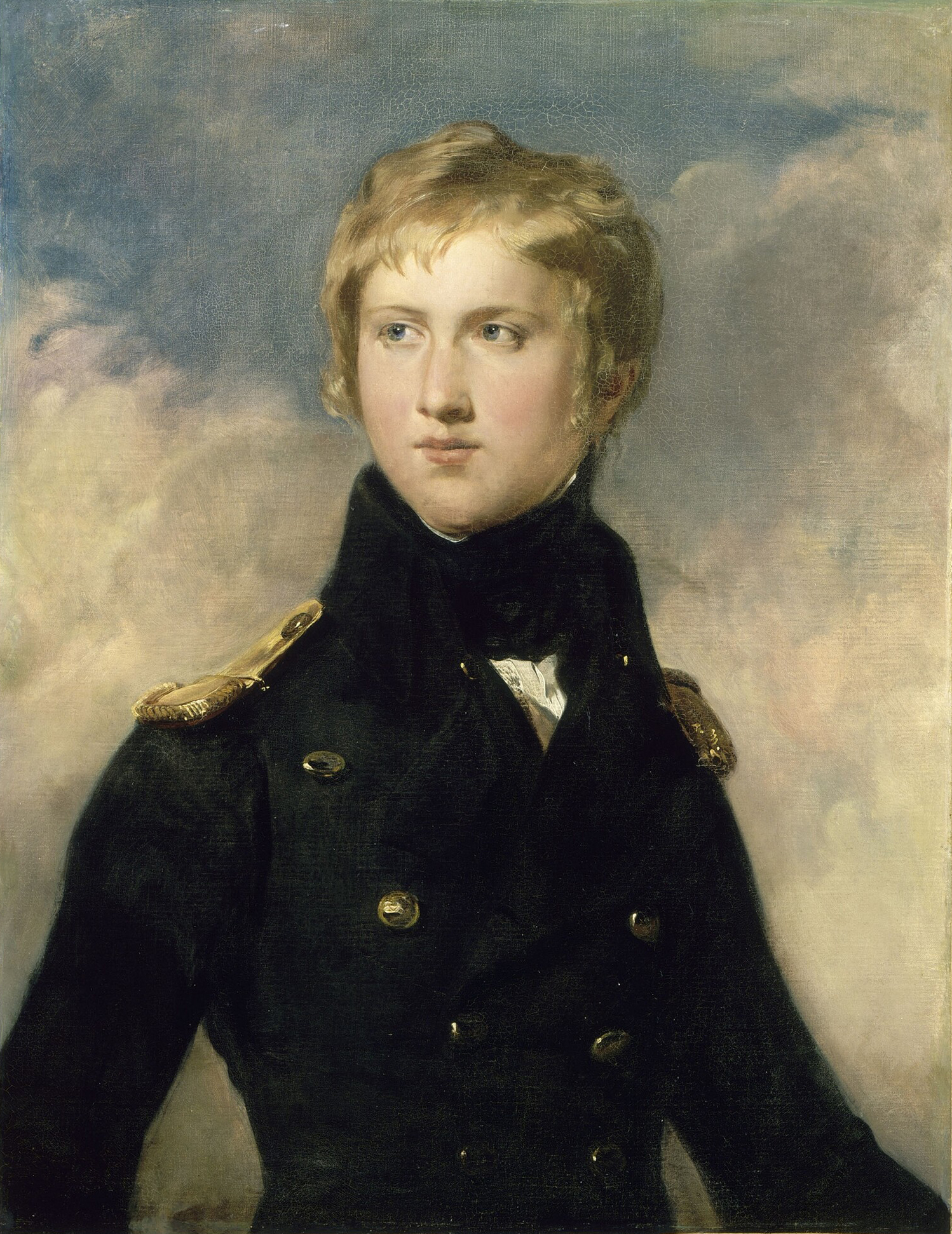
Anton van Orléans.
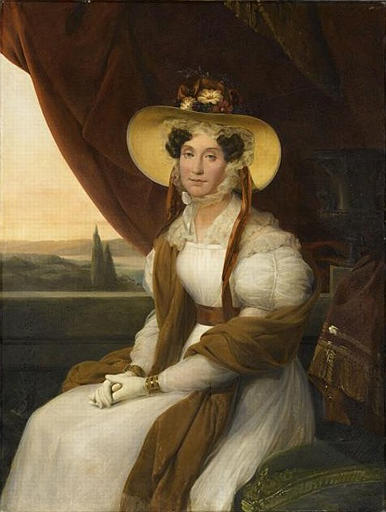
Eugénie van Orléans.
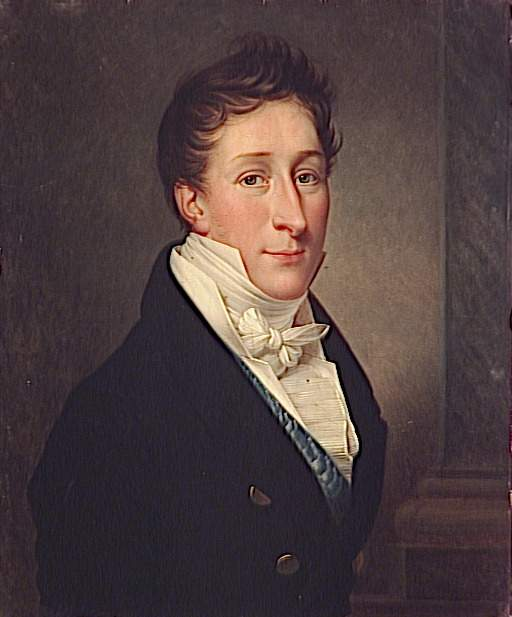
Lodewijk Karel van Orléans.

Ondanks de geboorte van een troonopvolger voor de hertogelijke troon, was het huwelijk geen succes en de hertog gaf de voorkeur aan het gezelschap van zijn maîtresse, de gravin van Genlis.
De enorme rijkdom van het Huis Bourbon-Penthièvre was in heel Frankrijk bekend. Tijdens de trouwdag ontving Marie Adélaïde een bruidsschat van 6 miljoen Franse ponden en ze had een jaarlijks inkomen van 240.000 pond. Later werd dat zelfs 400.000 pond. De beroemde familie Bourbon-Penthièvre was in het bezit van grote delen land, vele titels, huizen, paleizen en ontelbare meubels, schilderijen etc.

## De revolutie
In 1789 brak de Franse Revolutie uit. In 1792 zocht Marie Adélaïde toevlucht in het kasteel van Bizy met haar vader, de hertog de Penthièvre. Tijdens de Franse Revolutie werden de leden van Orléans' familie gescheiden. Haar man, die plotseling een revolutionair was geworden en dus de Franse Revolutie steunde tegen de aristocratie, was nu beter bekend als Philippe Égalité. Haar oudste zoon Lodewijk Filips was in 1793 naar Oostenrijk gevlucht. Dit had ernstige gevolgen voor de familieleden die nu met argwaan werden bekeken door de revolutionairen. Ondanks de steun die Philippe Égalité gaf aan de revolutie en de revolutionairen werd hij ter dood veroordeeld en geëxecuteerd op 6 november 1793. Haar enige dochter, prinses Eugénie van Orléans, werd lange tijd gevangengenomen, maar werd later vrijgelaten en ze vluchtte naar Zwitserland.
Marie Adélaïde en haar nog levende kinderen keerden terug naar Frankrijk in 1814 toen keizer Napoleon Bonaparte was verslagen. Tijdens de Bourbonrestauratie (1814-1830) nam ze haar oude positie aan het hof weer in. In 1821 overleed ze op 68-jarige leeftijd aan de gevolgen van borstkanker. Ze leefde niet lang genoeg om mee te maken dat haar oudste zoon koning der Fransen werd.

## Voorouders
| Voorouders van Louise Marie Adélaïde van Bourbon | Voorouders van Louise Marie Adélaïde van Bourbon                                                | Voorouders van Louise Marie Adélaïde van Bourbon                                                | Voorouders van Louise Marie Adélaïde van Bourbon                                                | Voorouders van Louise Marie Adélaïde van Bourbon                                                | Voorouders van Louise Marie Adélaïde van Bourbon                                                | Voorouders van Louise Marie Adélaïde van Bourbon                                                | Voorouders van Louise Marie Adélaïde van Bourbon                                                | Voorouders van Louise Marie Adélaïde van Bourbon                                                |
| ------------------------------------------------ | ----------------------------------------------------------------------------------------------- | ----------------------------------------------------------------------------------------------- | ----------------------------------------------------------------------------------------------- | ----------------------------------------------------------------------------------------------- | ----------------------------------------------------------------------------------------------- | ----------------------------------------------------------------------------------------------- | ----------------------------------------------------------------------------------------------- | ----------------------------------------------------------------------------------------------- |
| Overgrootouders                                  | Lodewijk XIV van Frankrijk (1638-1715) ∞ Madame de Montespan (1641-1707)                        | Lodewijk XIV van Frankrijk (1638-1715) ∞ Madame de Montespan (1641-1707)                        | Anne-Jules de Noailles (1650-1708) ∞ Marie-Françoise de Bournonville (1656-1748)                | Anne-Jules de Noailles (1650-1708) ∞ Marie-Françoise de Bournonville (1656-1748)                | Rinaldo III d'Este (1655-1737) ∞ Charlotte Felicity van Brunswijk-Lüneburg (1671-1710)          | Rinaldo III d'Este (1655-1737) ∞ Charlotte Felicity van Brunswijk-Lüneburg (1671-1710)          | Filips van Orléans (1674-1723) ∞ Françoise Marie van Bourbon (1677-1749)                        | Filips van Orléans (1674-1723) ∞ Françoise Marie van Bourbon (1677-1749)                        |
| Grootouders                                      | Lodewijk Alexander van Bourbon (1678-1737) ∞ 1723 Marie Victoire de Noailles (1688-1766)        | Lodewijk Alexander van Bourbon (1678-1737) ∞ 1723 Marie Victoire de Noailles (1688-1766)        | Lodewijk Alexander van Bourbon (1678-1737) ∞ 1723 Marie Victoire de Noailles (1688-1766)        | Lodewijk Alexander van Bourbon (1678-1737) ∞ 1723 Marie Victoire de Noailles (1688-1766)        | Francesco III d'Este (1698-1780) ∞ 1720 Charlotte Aglaë van Orléans (1700-1761)                 | Francesco III d'Este (1698-1780) ∞ 1720 Charlotte Aglaë van Orléans (1700-1761)                 | Francesco III d'Este (1698-1780) ∞ 1720 Charlotte Aglaë van Orléans (1700-1761)                 | Francesco III d'Este (1698-1780) ∞ 1720 Charlotte Aglaë van Orléans (1700-1761)                 |
| Ouders                                           | Lodewijk Jan Maria van Bourbon (1725-1793) ∞ 1744 Maria Theresia Félicia van Modena (1726-1754) | Lodewijk Jan Maria van Bourbon (1725-1793) ∞ 1744 Maria Theresia Félicia van Modena (1726-1754) | Lodewijk Jan Maria van Bourbon (1725-1793) ∞ 1744 Maria Theresia Félicia van Modena (1726-1754) | Lodewijk Jan Maria van Bourbon (1725-1793) ∞ 1744 Maria Theresia Félicia van Modena (1726-1754) | Lodewijk Jan Maria van Bourbon (1725-1793) ∞ 1744 Maria Theresia Félicia van Modena (1726-1754) | Lodewijk Jan Maria van Bourbon (1725-1793) ∞ 1744 Maria Theresia Félicia van Modena (1726-1754) | Lodewijk Jan Maria van Bourbon (1725-1793) ∞ 1744 Maria Theresia Félicia van Modena (1726-1754) | Lodewijk Jan Maria van Bourbon (1725-1793) ∞ 1744 Maria Theresia Félicia van Modena (1726-1754) |